# Маријуду водопад
Маријуду водопад (マリユドゥの滝 Mariyudu-no-taki) водопад је у вароши Такетоми, Префектура Окинава, Јапан,на острву Ириомоте, на реци Ураучи.
То је један од водопада у публикацији "Јапанских топ 100 водопада", објављеној од стране јапанског Министарства за заштиту животне средине 1990. године.